# مرسدس-بنز او۴۰۵
مرسدس بنز او۴۰۵ (Mercedes-Benz O405) خودرویی است که در سال‌های ۱۹۸۳−۲۰۰۱ میلادی توسط شرکت مرسدس بنز تولید شده‌است.